# Myszkowski
Myszkowski là một huyện thuộc tỉnh Śląskie của Ba Lan. Huyện có diện tích 479 km². Đến ngày 1 tháng 1 năm 2011, dân số của huyện là 71474 người và mật độ 149 người/km².